# Grand Pacific Glacier
Grand Pacific Glacier är en glaciär på gränsen mellan Alaska i USA och British Columbia i Kanada. Grand Pacific Glacier ligger 908 meter över havet.
Terrängen runt Grand Pacific Glacier är bergig åt sydväst, men åt nordost är den kuperad. Trakten runt Grand Pacific Glacier är nära nog obefolkad, med mindre än två invånare per kvadratkilometer.. Det finns inga samhällen i närheten. 
Trakten runt Grand Pacific Glacier är permanent täckt av is och snö.